# 레드 갭의 러글스
《레드 갭의 러글스》(Ruggles of Red Gap)는 미국에서 제작된 레오 맥캐리 감독의 1935년 코미디, 멜로/로맨스 영화이다. Harry Leon Wilson의 1915년 소설에 기반을 둔다. 찰스 로튼 등이 주연으로 출연하였다.

## 출연

### 주연
- 찰스 로튼
- 메리 볼랜드
- 찰스 러글스